# Dany Synthé
Dany Synthé, pseudonyme de Daniel Koueloukouenda, né le 27 décembre 1991 à Villiers-sur-Marne, est un compositeur, réalisateur artistique, producteur français.

## Biographie

### Jeunesse et débuts
Originaire du Val-de-Marne, Dany Synthé est né de parents congolais. Avant l'âge de dix ans, il pianote déjà et proche de l'adolescence, il découvre la musique assistée par ordinateur.

### Carrière
En 2010, il signe ses premiers contrats d'édition avec Warner Chappell Music France et Ablaye & Skread, les producteurs d'Orelsan, chez 7th Magnitude. En 2011, il crée son propre label O-vnee Music.
En 2012, il est avec Orelsan au clavier durant toute sa tournée, notamment lors des Victoires de la musique où le rappeur obtient deux prix.
En 2015, il participe à l'élaboration de l'album Mon cœur avait raison de Maître Gims dont la composition du titre Sapés comme jamais qui reste en tête des classements des titres les plus populaires en France pendant plusieurs semaines.
En 2016, il réalise le premier album du rappeur MHD. Parallèlement il développe et produit trois artistes, Isleym, Jonah et Masoe. Puis il participe à la bande originale de Camping 3.
Il reçoit le prix de « Chanson de l'Année 2016 » aux Victoires de la musique en tant que compositeur pour le titre Sapés comme jamais, ce qui lui apporte une large renommée,. Il précise concernant son style que : « je ne fais pas de l’afro-trap ni de la variété, je fais de la musique et c’est ce que me permet cette Victoire […] je veux aller au-delà du rap. »
Entretemps, il se rend à Miami pour composer deux titres de Trône (« Petite fille » et « Trône »), l'album de Booba.
L'année suivante, il travaille avec Maître Gims sur plusieurs titres de l'album Le Présent d'abord de Florent Pagny dont il est le réalisateur. Il compose également le single On était beau et « Si t’étais là » de Louane, ainsi qu'un titre pour Shakira. À la fin de l'année, il intègre la Nouvelle Star. Le jury de cette émission comprend Benjamin Biolay avec lequel il compose la musique du prochain film de Fabien Ontoniente.

En 2025, il co-produit l'album Nés pour briller du groupe de rap L2B signé sur son label O-vnee music et sur le label 172 Records de ses cousins. Il produit 13 sons sur 33 dont les hits David Douillet en featuring avec SDM et C'est Quoi Ton Délire en featuring avec KeBlack et Genezio

## Discographie

### Collaborations Albums
| Album, artiste et titres composés                                                                                                  | Détails de l'album                                                                                   | Meilleure position | Meilleure position | Meilleure position | Meilleure position | Meilleure position | Meilleure position | Ventes  | Certification                 |
| Album, artiste et titres composés                                                                                                  | Détails de l'album                                                                                   | FR                 | BEL                | SUI                | POR                | ALL                | IT                 | Ventes  | Certification                 |
| --- | --- | ------------------ | ------------------ | ------------------ | ------------------ | ------------------ | ------------------ | ------- | ----------------------------- |
| Les Yeux plus gros que le monde, Black M - Pour oublier - Casse pas ton dos                                                        | - Sortie : 31 mars 2014 - Label : Sony, Wati B - Format : CD, téléchargement digital                 | 2                  | 8                  | 29                 | —                  | —                  | —                  | 600 000 | FR : Diamant                  |
| Mon cœur avait raison, Maître Gims - ABCD - Cadeaux - Ma Beauté - Melynda Gates - Sofitelo - Mayweather - Uzi - Sapés Comme Jamais | - Sortie : 28 août 2015 - Label : Sony, Wati B - Format : CD, téléchargement digital                 | 1                  | 1                  | 3                  | —                  | —                  | 20                 | 500 000 | FR : Diamant ITA: 2 × Platine |
| 3, David Carreira - Intro - Dizias que nao - In Love - Sera que posso - A bater mal                                                | - Sortie : 4 décembre 2015 - Label : Regi concerto - Format : CD, téléchargement digital             | —                  | —                  | —                  | 1                  | —                  | —                  |         | POR: Or                       |
| Un monde meilleur, Kids United (Arrangements) - Parce qu'on vient de loin - Papaoutai                                              | - Sortie : 29 janvier 2016 - Label : Play On - Format : CD, téléchargement digital                   | 1                  | 4                  | 6                  | —                  | —                  | —                  | 200 000 | FR: 2 × Platine               |
| MHD, MHD | - Sortie : 15 avril 2016 - Label : Artside, Capitol, Universal - Format : CD, téléchargement digital | 2                  | —                  | 25                 | —                  | 26                 | —                  | 40 000  | —                             |
| « — » indique que l'album n'est pas sorti ou classé dans le pays.                                                                  | |                    |                    |                    |                    |                    |                    |         |                               |

### Musiques de films
- 2025 : Indomptables de Thomas Ngijol

### Sources
- Fabrice Pliskin, « Bilan de synthé », L'Obs, no 2770,‎ du 7 au 13 décembre 2017, p. 106 à107 (ISSN 0029-4713)
- Thomas Blondeau, « Dany Synthé, machine à tubes », sur Le Monde.fr, 6 juin 2016 (consulté le 12 janvier 2018)